# Maksim Podholjuzin
Maksim Podholjuzin (Tallinn, 1992. november 13. –) észt válogatott labdarúgó, a Levadia Tallinn játékosa.

## Pályafutása

### Klubcsapatokban
A TJK és a Levadia Tallinn korosztályos csapataiban nevelkedett, majd az utóbbiban lett profi játékos. 2009. szeptember 29-én mutatkozott be az élvonalban a Nõmme Kalju ellen. 2011. szeptember 10-én első gólját is megszerezte az Ajax Lasnamäe elleni bajnoki mérkőzésen. A 2013-as és a 2014-es szezonban bajnoki címet ünnepelhetett a csapattal.

### A válogatottban
Végigjárta a korosztályos válogatottakat. 2014. március 5-én Gibraltár elleni barátságos mérkőzésen debütált a felnőtt válogatottban.

## Sikerei, díjai
- Levadia Tallinn
  - Meistriliiga: 2013, 2014
  - Észt kupa: 2009–10, 2011–12, 2013–14, 2017–18
  - Észt szuperkupa: 2010, 2013, 2018